# Erzeparchie Tripoli del Libano (Maroniten)
Erzeparchie Tripoli del Libano (lateinisch Archieparchia Tripolitana Maronitarum; arabisch أبرشية طرابلس المارونية, DMG Abrašīyat Ṭarābulus al-Mārūnīya) ist eine mit der  römisch-katholischen Kirche unierte Erzeparchie der maronitisch-arabischen Christen im Libanon. Metropolit der Erzeparchie ist Georges Bou-Jaoudé.

## Geschichte
Kirchengeschichtlich wurde die Erzeparchie Tripoli im 17. Jahrhundert nach Christus gegründet. Ihr Hauptsitz befindet sich in der gleichnamigen, zweitgrößten Stadt des Libanon Tripoli. Im Jahre 1950 belief sich die Zahl der maronitischen Christen in der Erzeparchie auf ca. 77.000.

## Erzbischöfe der Erzeparchie Tripoli
- Elias al Gemayel, 1706–1716
- Youssef Hobaish, 1820–1824, dann Maronitischer Patriarch von Antiochien und des ganzen Orients  (Josef IX. Hobeiche)
- Paolo Moise Musa, 1826
- Youssef El-Khazen, 1830–1845, dann Patriarch (Josef X. Raji el Khazen)
- Stefano Auad, 1878
- Anton Peter Arida, 1908–1931, dann Patriarch (Antonius I. Arida)
- Antoine Abed, 1933–1975
- Antoine Joubeir, 1977–1993
- Gabriel Toubia, 1993–1997
- Youhanna Fouad El-Hage, 1997–2005
- Georges Bou-Jaoudé, CM 2005–2020
- Joseph Soueif, seit 2020